# 握力
握力是手部拉住物体时所施加的力量。例如人握著楼梯扶手爬樓梯時就是要用到握力的一个例子。人在施加握力时，手腕必须注意所處的位置，以避免产重複性勞損。